# 赛义德·穆罕默德·卡尔卡拉什
赛义德·穆罕默德·卡尔卡拉什（波斯語：‎，1993年3月3日—）也译作赛义德·穆罕默德·福尔卡勒，是伊朗一位举重运动员，曾获得2012年世界青年举重锦标赛男子94公斤级挺举银牌、抓举和总成绩金牌。代表伊朗参加了2012年伦敦奥运会男子举重94公斤级比赛，获得总成绩第5名，但後來國際奧委會發現前四名選手都使用禁藥，他就遞升為金牌得主。
赛义德·穆罕默德·卡尔卡拉什的英文名字在伦敦奥运官方网站上写作“Saeid Mohammadpourkarkaragh”，这使成为了夏季奥运会历史上名字最长的运动员。

## 主要成绩
- 2009年世界举重锦标赛，85公斤级抓举银牌、挺举和总成绩铜牌
- 2011年世界青年举重锦标赛，94公斤级抓举、挺举和总成绩金牌
- 2011年世界举重锦标赛，4公斤级挺举总成绩铜牌
- 2012年世界青年举重锦标赛，94公斤级挺举银牌、抓举和总成绩金牌